# Callichroma strigosum
Callichroma strigosum là một loài bọ cánh cứng trong họ Cerambycidae. phân bố chủ yếu ở Anh và các nước Châu Âu